# Cobitis evreni
Cobitis evreni är en fiskart som beskrevs av Erk'akan, Özeren och Teodor T. Nalbant 2008. Cobitis evreni ingår i släktet Cobitis och familjen nissögefiskar. Inga underarter finns listade i Catalogue of Life.